# Rial ARC1
Der Rial ARC1 (auch: Rial ARC01) war ein Rennwagen des deutschen Formel-1-Teams Rial Racing, der in der Formel-1-Saison 1988 eingesetzt wurde. Er entstand in drei Exemplaren und erzielte unter dem Fahrer Andrea de Cesaris drei Weltmeisterschaftspunkte. In der Presse erhielt der ARC1 den Spitznamen „Der Blaue Ferrari“. Er bildete die technische Grundlage für den im Folgejahr eingesetzten Rial ARC2.

## Hintergrund
Rial war eines der Teams, die sich 1988 anlässlich der Beendigung der Turbo-Ära und der dadurch erwarteten Kostensenkung neu in der Formel 1 engagierten. Das mit dem deutschen Felgenhersteller RIAL verbundene Team hatte keinerlei Erfahrung im Motorsport. Zwar hatte Günter Schmid, RIALS Eigentümer, zwischen 1977 und 1984 bereits mit ATS diverse Formel-1-Rennen bestritten; zwischen dem früheren Formel-1-Team ATS und Rial gab es aber keine strukturellen oder organisatorischen Verbindungen. Das Team Rial wurde stattdessen im Herbst 1987 vollständig neu aufgebaut. Schmid verstand das Formel-1-Engagement – wie schon bei ATS – vor allem als Werbung für die Felgenproduktion.

## Konstruktion
Verantwortlicher Konstrukteur des Rial ARC1 war der Österreicher Gustav Brunner, der 1987 an der Entwicklung des Ferrari F1/87 beteiligt gewesen war. Beobachtern fielen im Bereich des Vorderwagens Ähnlichkeiten des Rial mit dem letztjährigen Ferrari auf, wegen derer der blau lackierte Rial die Bezeichnung „blauer Ferrari“ erhielt.
Der Rial ARC1 wird in der Fachliteratur als technisch konventionelles Auto angesehen. Er war allerdings schmaler als die meisten Autos des Jahrgangs 1988, und die 30 cm hohen Seitenkästen waren sehr niedrig ausgefallen. Die geringe Breite des Autos wurde durch einen sehr kleinen Benzintank erreicht. Das Tankvolumen des ersten Exemplars belief sich auf 180 Liter, das des zweiten auf 188 Liter. Kein anderes Auto des Jahres hatte einen ähnlich kleinen Tank. Er verursachte wiederholt Probleme: Mehrfach rollte der Rial ARC1 vor Rennende ohne Benzin aus; einzelne Rennen konnte de Cesaris nur dadurch beenden, dass er sparsam fuhr und nicht die volle Motorleistung abforderte. Diese Probleme führten dazu, dass das dritte Chassis, das in der zweiten Saisonhälfte eingesetzt wurde, einen 205 Liter großen Benzintank erhielt. Auch dabei handelte es sich noch um ein vergleichsweise geringes Volumen.
Ein weiteres Problem des ARC1 war das Kohlefasermonocoque, das sich an einigen Stellen als zu weich erwies. Bei einigen Rennen kam es zu Rissen, die durch nachträgliches Auftragen von Kohlefasermatten im Werk oder an der Rennstrecke ausgebessert werden mussten. Das Monocoque enthielt an den Unterseiten Aussparungen, in denen in Längsrichtung die vordere Feder-Dämpfer-Einheit untergebracht war.
Als Antrieb diente ein Cosworth-DFZ-Achtzylindersaugmotor, der von Heini Mader Racing Components in der Schweiz vorbereitet wurde. Rial hatte im Laufe der Saison fünf Triebwerke zur Verfügung. Die Kraftübertragung erfolgte über ein Schaltgetriebe mit fünf oder sechs Gängen, das von Hewland konstruiert worden war.

## Produktion
Rial produzierte im Laufe des Jahres 1988 drei Exemplare des ARC1, die sich in erster Linie durch die Tankgröße und durch einige abweichend gelöste Detailfragen voneinander unterschieden. Das dritte Chassis wurde vom Team als das schnellste angesehen; die beiden ersten Fahrzeuge seien jeweils bis zu zwei Sekunden langsamer.
Die einzelnen Chassis liefen in den Rennen zu folgenden Großen Preisen:
- Chassis Nr. 1: Brasilien, San Marino, Monaco, Frankreich und Großbritannien.
- Chassis Nr. 2: Mexiko, Montréal, USA (Detroit), Ungarn und Belgien
- Chassis Nr. 3: Deutschland, Italien, Portugal, Spanien, Japan, Australien.

## Renneinsätze
Rial meldete für die erste Saison nur ein Fahrzeug. Fahrer war bei allen Rennen Andrea de Cesaris, der nach eigenen Aussagen allein wegen Gustav Brunner zu Rial gekommen war.
Rial war das erfolgreichste der 1988 neu angetretenen Teams. Anders als EuroBrun Racing und BMS Scuderia Italia konnte es sich zu jedem der 16 Weltmeisterschaftsläufe qualifizieren, und als einziges der drei neuen Teams erzielte Rial Weltmeisterschaftspunkte.
Die beste Startposition des ARC1 war der 12. Platz, den de Cesaris insgesamt fünfmal erreichte. De Cesaris kam in fünf Rennen ins Ziel; bestes Ergebnis war der vierte Platz beim Großen Preis der USA, der dem Team drei Weltmeisterschaftspunkte einbrachte und Rial für die Saison 1989 von der Pflicht der Vorqualifikation befreite.
Andererseits gab es zahlreiche Ausfälle, die nur in zwei Fällen – beim Großen Preis von Belgien und Großen Preis von Italien – auf Fahrfehler von de Cesaris zurückzuführen, in neun Fällen aber technisch bedingt waren. Beim Großen Preis von Kanada rollte De Cesaris in der letzten Runde, auf Position fünf liegend, ohne Benzin aus; er wurde als Neunter gewertet. Einen weiteren benzinbedingten Ausfall gab es beim Großen Preis von Australien.
In der zweiten Saisonhälfte ließ die Leistung des Teams nach. De Cesaris führte dies auf den Weggang Gustav Brunners zurück, der ab August 1988 beim Konkurrenzteam Zakspeed arbeitete. Seine Position als technischer Leiter wurde bis zum Saisonende nicht mehr besetzt; De Cesaris vermisste daraufhin eine technisch fundierte Leitung der Renneinsätze. Zudem war nach seiner Auffassung zu wenig Personal vorhanden: Die wenigen Mechaniker mussten sich um zu viele Dinge kümmern; dadurch käme es wiederholt zu Fehlern.
| Saison | Chassis | Fahrer        | Nr. | 1   | 2   | 3   | 4   | 5 | 6 | 7  | 8   | 9  | 10  | 11  | 12  | 13  | 14  | 15  | 16 | Punkte | Rang |
| ------ | ------- | ------------- | --- | --- | --- | --- | --- | - | - | -- | --- | -- | --- | --- | --- | --- | --- | --- | -- | ------ | ---- |
| 1988   | ARC1    |               |     |     |     |     |     |   |   |    |     |    |     |     |     |     |     |     |    | 3      | 9.   |
| 1988   | ARC1    | A. de Cesaris | 22  | DNF | DNF | DNF | DNF | 9 | 4 | 10 | DNF | 13 | DNF | DNF | DNF | DNF | DNF | DNF | 8  | 3      | 9.   |

| Legende  | Legende            | Legende                                                          |
| Farbe    | Abkürzung          | Bedeutung                                                        |
| -------- | ------------------ | ---------------------------------------------------------------- |
| Gold     | –                  | Sieg                                                             |
| Silber   | –                  | 2. Platz                                                         |
| Bronze   | –                  | 3. Platz                                                         |
| Grün     | –                  | Platzierung in den Punkten                                       |
| Blau     | –                  | Klassifiziert außerhalb der Punkteränge                          |
| Violett  | DNF                | Rennen nicht beendet (did not finish)                            |
| Violett  | NC                 | nicht klassifiziert (not classified)                             |
| Rot      | DNQ                | nicht qualifiziert (did not qualify)                             |
| Rot      | DNPQ               | in Vorqualifikation gescheitert (did not pre-qualify)            |
| Schwarz  | DSQ                | disqualifiziert (disqualified)                                   |
| Weiß     | DNS                | nicht am Start (did not start)                                   |
| Weiß     | WD                 | zurückgezogen (withdrawn)                                        |
| Hellblau | PO                 | nur am Training teilgenommen (practiced only)                    |
| Hellblau | TD                 | Freitags-Testfahrer (test driver)                                |
| ohne     | DNP                | nicht am Training teilgenommen (did not practice)                |
| ohne     | INJ                | verletzt oder krank (injured)                                    |
| ohne     | EX                 | ausgeschlossen (excluded)                                        |
| ohne     | DNA                | nicht erschienen (did not arrive)                                |
| ohne     | C                  | Rennen abgesagt (cancelled)                                      |
| ohne     | keine WM-Teilnahme |                                                                  |
| sonstige | P/fett             | Pole-Position                                                    |
| sonstige | 1/2/3/4/5/6/7/8    | Punktplatzierung im Sprint-/Qualifikationsrennen                 |
| sonstige | SR/kursiv          | Schnellste Rennrunde                                             |
| sonstige | *                  | nicht im Ziel, aufgrund der zurückgelegten Distanz aber gewertet |
| sonstige | ()                 | Streichresultate                                                 |
| sonstige | unterstrichen      | Führender in der Gesamtwertung                                   |